# Luigi Giuseppe Lasagna
Luigi Giuseppe Lasagna SDB (* 4. März 1850 in Montemagno, Asti; † 6. November 1895 in Juiz de Fora) war ein italienischer Ordenspriester, Missionar und römisch-katholischer Bischof in Brasilien.

## Leben
Lasagna hatte früh seinen Vater verloren. 1861 begegnete er Don Bosco und er ging ab 21. Oktober 1862 ins Oratorium von Valdocco, um das Gymnasium zu besuchen. Gefördert von Don Bosco, wurde er Salesianer Don Boscos. Nach seinen philosophisch-theologischen Studien wurde er am 8. Juni 1873 zum Priester geweiht. Zunächst wirkte er als Lehrer am Lyceum von Alassio.
1876 wählte Don Bosco ihn für die zweite missionarische Expedition nach Lateinamerika aus. Dort eröffnete er eine salesianische Niederlassung in Uruguay und wurde Direktor des Kollegs von Villa Colòn. Bald wurde er auch Provinzial.
1881 eröffnete er in Uruguay ein meteorologisches Observatorium, gründete eine Katholische Universität und öffnete eine Höhere Landwirtschaftsschule. Seine Aktivität erstreckte sich auch auf Indios aus Brasilien.
Am 19. Januar 1893 wurde er durch Papst Leo XIII. zum Titularbischof von Oëa ernannt. Am 12. März desselben Jahres erhielt er die Bischofsweihe. Er sollte eine Basis für eine neue salesianische Mission im Mato Grosso legen sowie die Kontakte zwischen dem Heiligen Stuhl und der brasilianischen Republik wieder zu stabilisieren. Am 6. November 1895 fielen Bischof Lasagna, sein Sekretär und vier Don-Bosco-Schwestern jedoch einem Eisenbahnunglück in Südamerika zum Opfer.

## Werke
Bischof Lasagna hat eine Chronik bzw. ein Tagebuch sowie einen umfangreichen Briefwechsel hinterlassen:
- Antonio Ferreira da Silva (Hrsg.): Cronistoria o diario di Monsignor Luigi Lasagna, 3-1893 - 11-1895, Rom 1988 – ISBN 88-213-0163-X
- Epistolario. Introduzione, note e testo critico a cura di Antonio da Silva Ferreira,
  - Volume I (1873–1882) lett. 1-122, Rom 1995 – ISBN 88-213-0307-1
  - Volume II (1882–1892) lett. 123-432, Rom 1997 – ISBN 88-213-0358-6
  - Volume III (1892–1895) lett. 433-668, Rom 1999 – ISBN 88-213-0426-4